# 球僮 (高爾夫球)

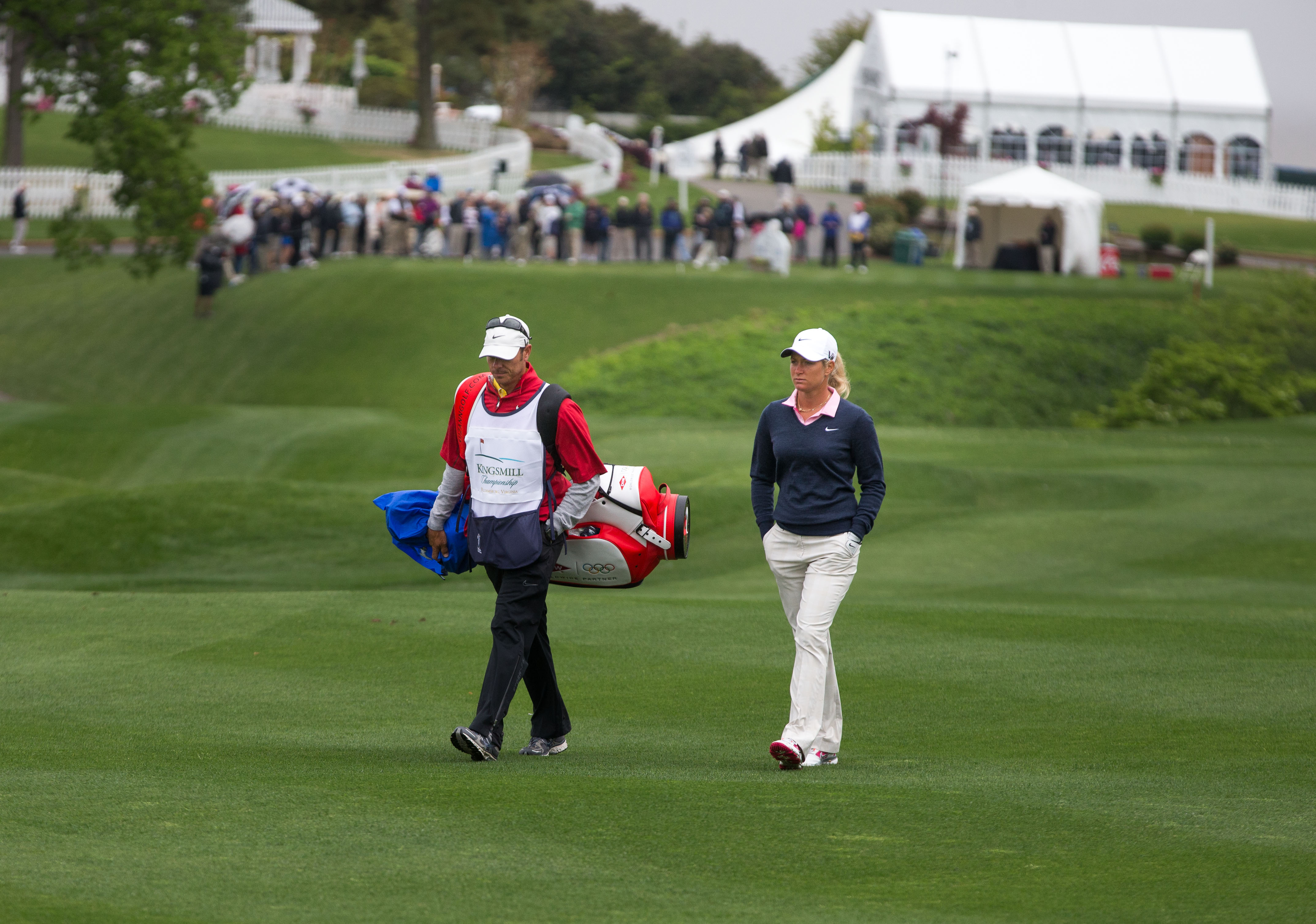
球僮為球手背球包

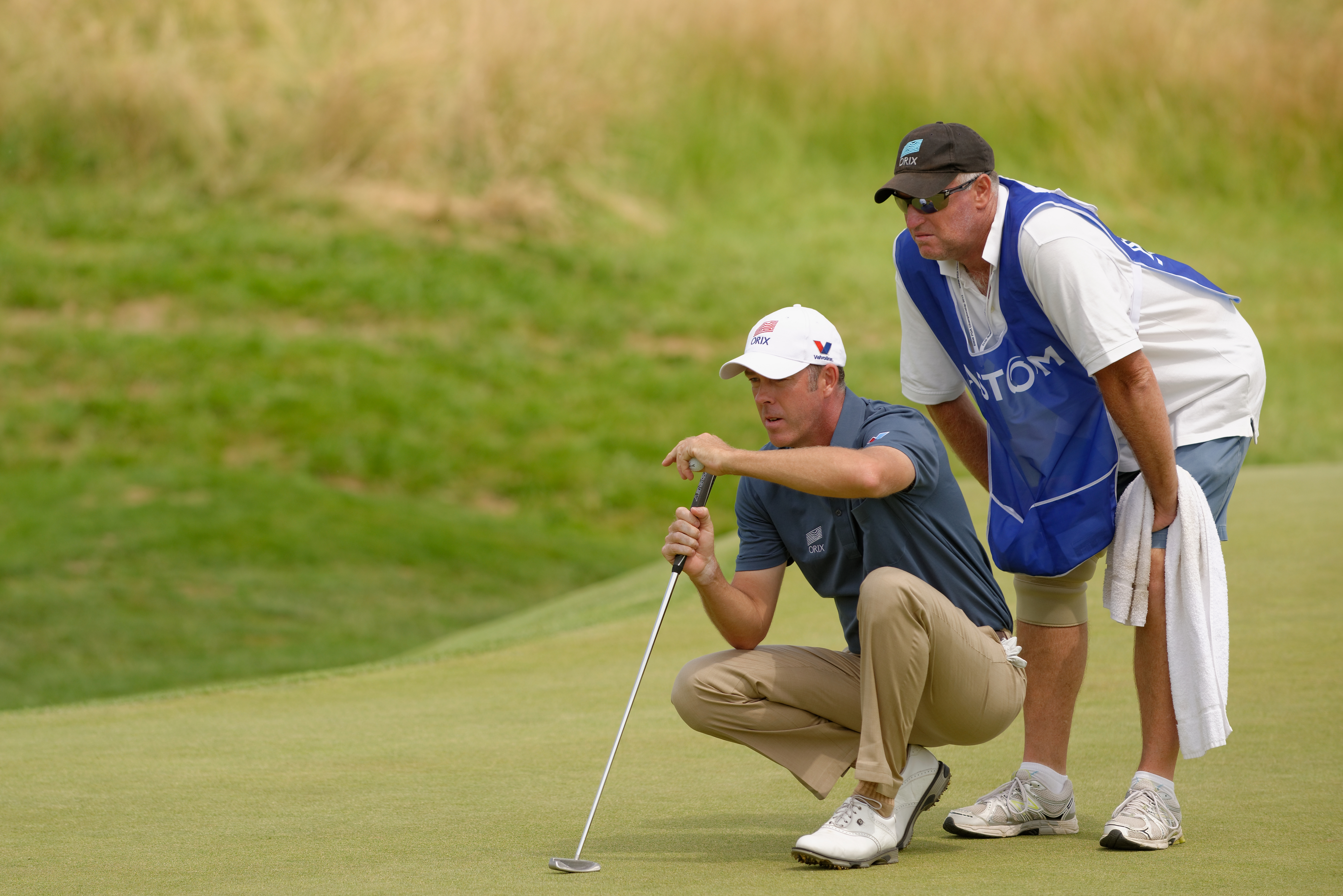
球僮在果嶺上為球手給予意見

球僮（英語：或），又稱「桿弟」，若為女性擔任則可稱「桿娣」，可以是一個職業，其職責是替高爾夫球手背球包、提供打球的意見和精神上的支持。通常的安排是一個球僮服務一個球手，一般情況下甚少會兩個或以上的球手同時使用一個球僮。在亞洲，各大私人營運的高爾夫球場多數都會有球僮團隊，部分球會會硬性要求球手聘請球僮，並於打球前登記時作出安排。在美國及歐洲，除一些高端的球會外，球僮服務已經因為球車和各種測量儀器的使用而開始式微。

## 收費
球僮的收費因地區而異，差別可以非常之大，在美國一般收費為每18洞80至120美元，泰國球僮的收費為200泰珠（約4.5美元）。
職業高爾夫球手於比賽時使用的球僮，其收入是獎金的分成，由5至10%不等。以老虎伍茲的為例，由於老虎曾贏得多個大滿貫賽事，在他黃金時期跟隨他12年的球僮史蒂夫·威廉姆斯，其累計收入達8百萬美元。